# ۳۸۶ (میلادی)
۳۸۶ (میلادی) سیصد و هشتاد و ششمین سال تقویم میلادی است.

## درگذشتگان
‎